# Лесбос
Ле́сбос (грец. Λέσβος) — грецький острів у північно-східній частині Егейського моря, поблизу малоазійського узбережжя Туреччини. Належить до периферії Північні Егейські острови, ному Лесбос. Рельєф гірський, покритий чагарниками і лісами; найвища точка — гора Лепетімн (968 м). На острові розташований кам'яний ліс — одне з найбільших скупчень скам'янілих дерев у світі. Має багато зручних бухт, термальні джерела. Існують маслинові гаї (понад 900 тисяч дерев), здійснюється вирощування цитрусових, тютюну, рибальство, розробки мармуру.  Головне місто — Мітилена, друге за величиною — Мітимна. Відомий як батьківщина давньогрецької поетеси Сапфо, що оспівувала кохання між жінками; від назви острова походить явище лесбійства. Згідно з «Іліадою» Гомера входив до так званого Пріамового царства. Від 50 до н.е. став частиною Риму. У середньовіччі належав Східній Римській (Візантійській) імперії. З середини XIV керувався генуезцями. Тривалий час перебував під Османами (1462–1912). Відійшов до Греції за результатами Першої балканської війни. Площа — 1633 км² (3-й за найбільший грецький острів, 7-й за величиною в середземноморському басейні). Населення — 90 643 чоловік (2001).

## Назва
- Ле́сбос (дав.-гр. Λέσβος, Lésbos, «лісистий») — антична грецька назва, ймовірно, хетського походження.
- Ле́свос (грец. Λέσβος, Lésvos) — візантійська, новогрецька назва.
- Мітилена, або Мітиліні — альтернативна назва за головним містом.
- Міділлі (осман. مدللى, Midilli) — турецька назва острова у 1462–1912 роках.
- Острів поетів — місцева поетична назва[1].
- Смарагдовий острів.

## Географія
Лесбос розташований на східному краю Егейського моря. На півночі і сході він наближений до турецького узбережжя, від якого відділений Едремітською затокою і Мітиленською протокою. Найвужча ширина протоки становить 5,5 км. 
Обриси острова загалом нагадують трикутник, який порізанай Каллонійською затокою на півдні і Герською затокою на південному сході.
Рельєф Лесбоса гористий. Більшість гір покрита густим лісом, за що острів отримав назву «Смарагдового». Найвищі точки — північна гора Лепетімн (968 м) і південна гора Олімп (967 м). 
Про вулканічне походження острова свідчать затоки і деякі термальні джерела.
Лесбос мажа багату флору: 11 млн оливкових дерев займають 40 % площі острова; 20 % становлять середземноморські сосни, каштани, дуби, середземноморські чагарники і луки. На острові розташований кам'яний ліс — одне з найбільших скупчень скам'янілих дерев у світі.

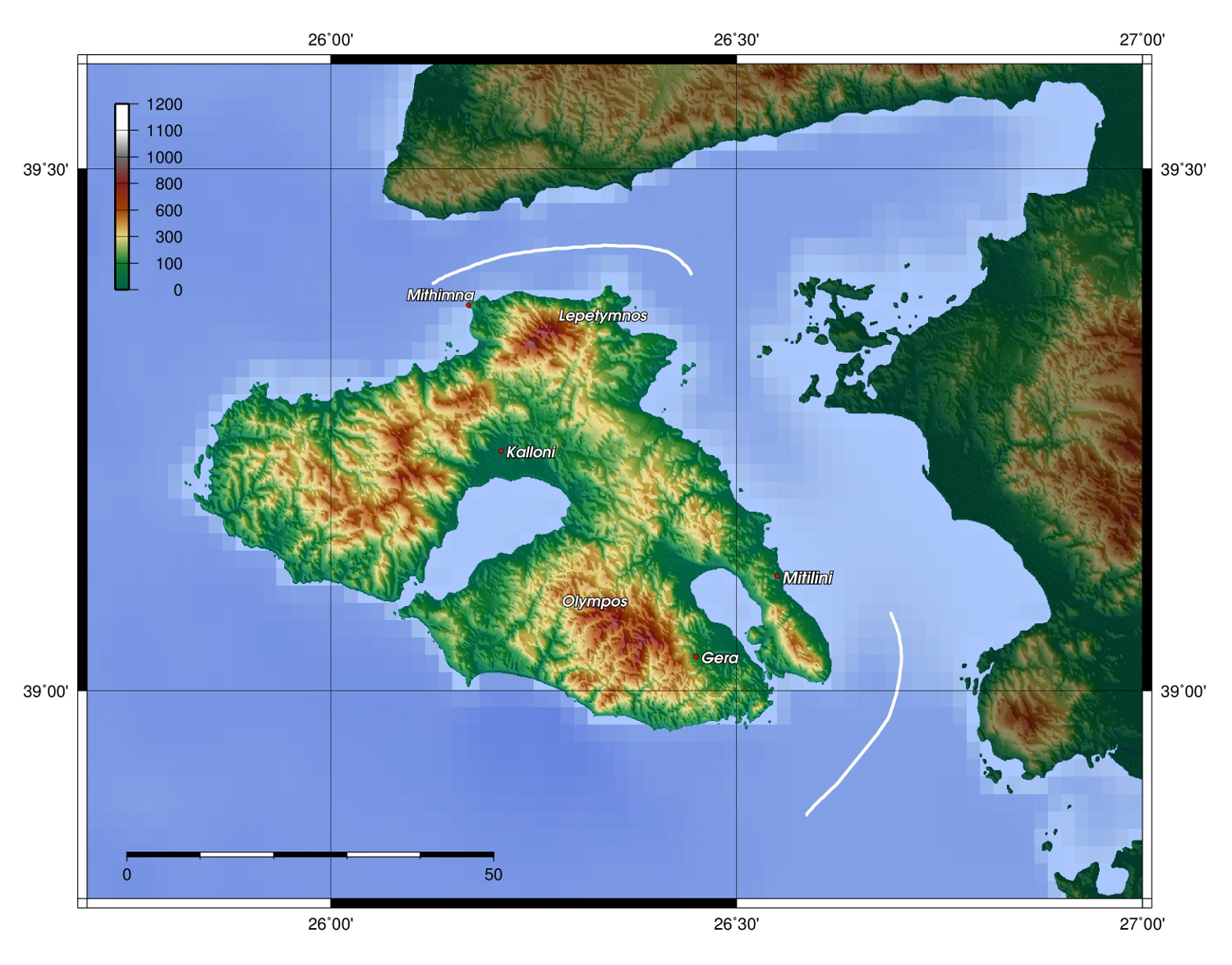
Топографія
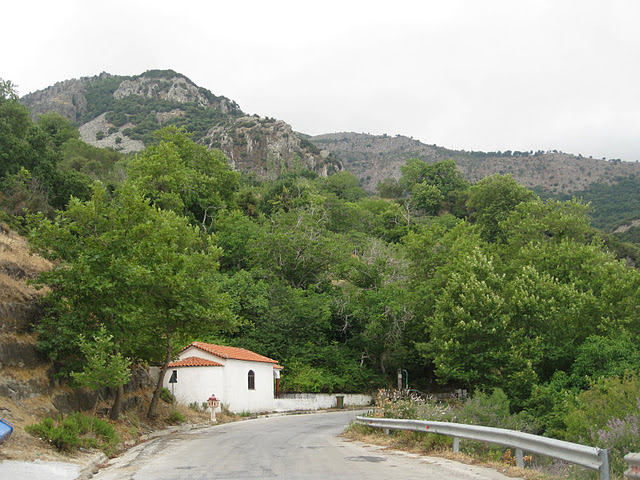
Лепетімн
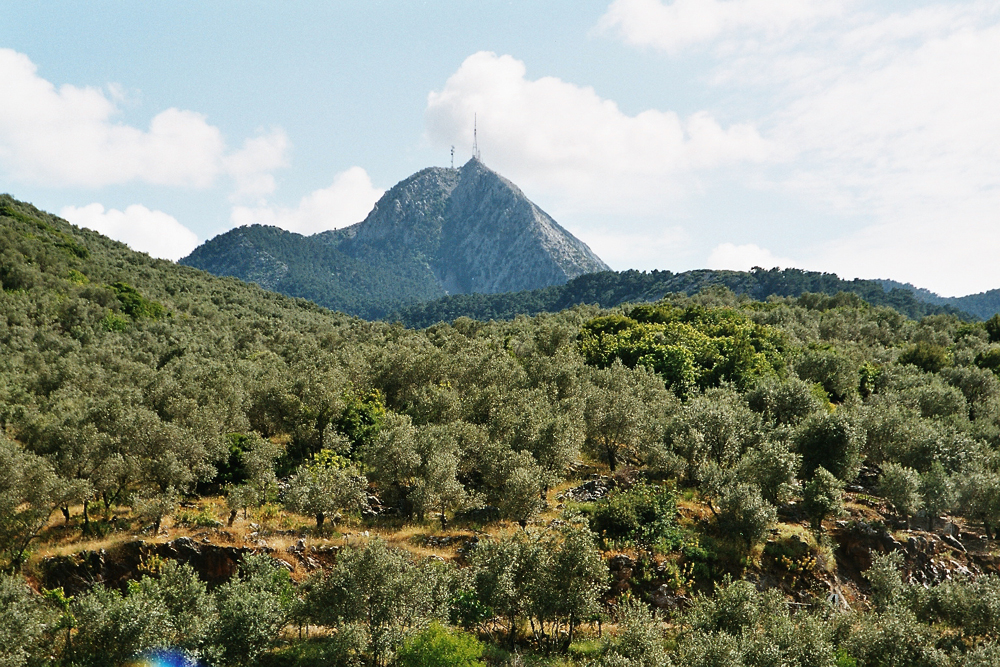
Олімп
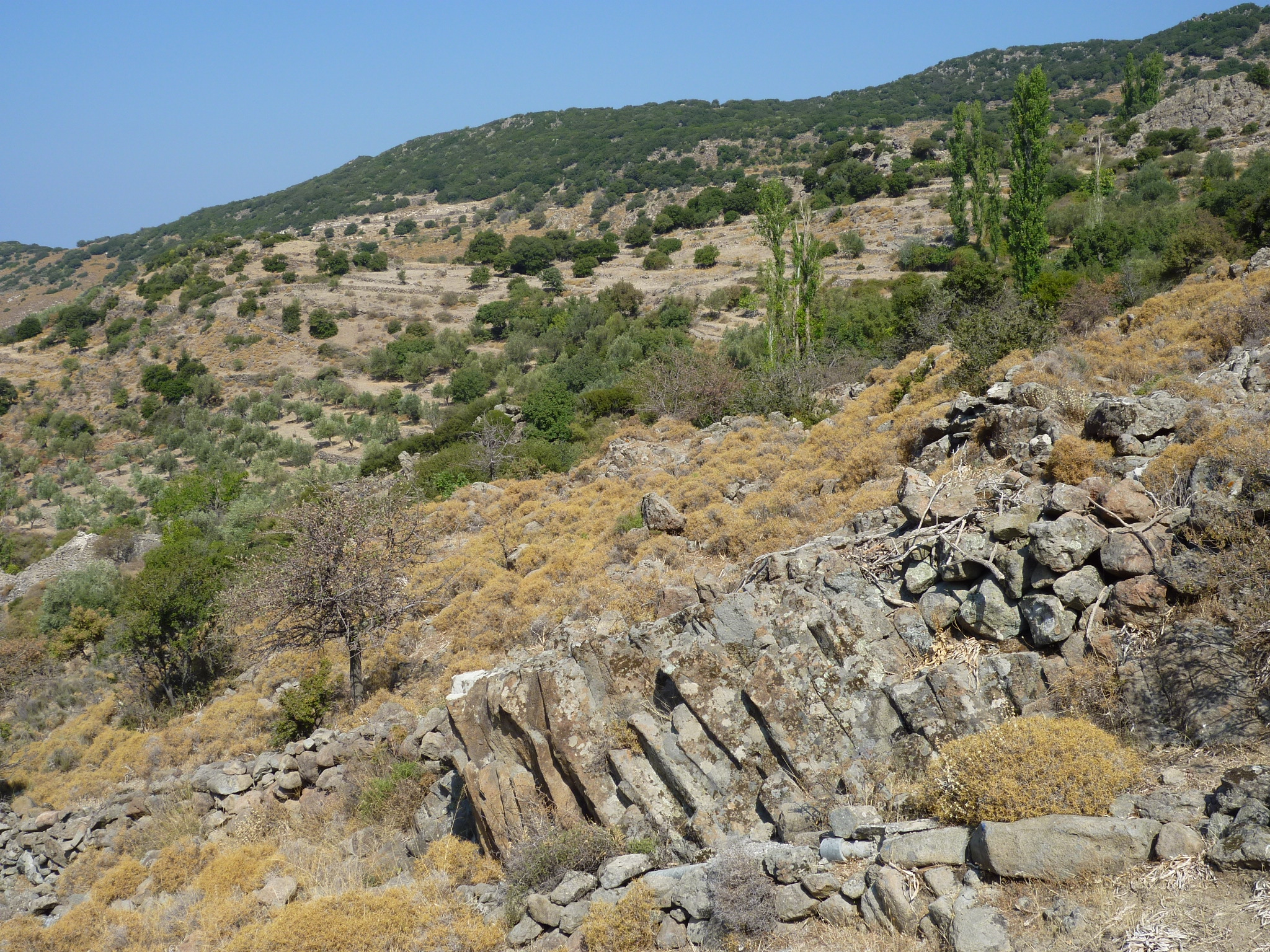
Чагарники

## Історія

### Античність
Острів почав заселятися ще у XXXV до н. е. — невідомим народом лелагів. Дослідження виявило важливе місто Термі часів ранньобронзової доби (3200–2400 до н. е.) з 5 послідовними фазами. Близько 2400/2350 до н. е. місто з невідомих причин було залишено. Можливо внаслідок загроз представників мінойської культури. Поселення знову заселено в середньообронзову добу (2000–1300 до н.е). Фази Термі-I-II є часи незалежного міста-держави. Наступна фаза пов'язана з першими фазами Трої. В фазі III лесбоська (термійська) археологічна культура схожа з троянською культурою, про що свідчать основні типи кераміки та види ремісничих знарядь.
У XIV–XIII ст. Лесбос був частиною Країни річки Сеха, васала Хеттського царства. У хеттів Лесбос відомий був як Лацпа. В цей час на Лесбосі розташовувалося якесь важливе святилище божества (в хеттських джерелах згадується як бог Лацпи), до оракула якого зверталися правителі Малої Азії, навіть хеттські царі.
У XIII ст. до н. е. на місці Термі державою Аххіява було створено власну факторію (звідси власне ім'я термі), що співзвучно з міфом про Макарея. Водночас висувається версія, що вторгнення ахейців до Трої (Вілуси) почалося з Лесбоса. За іншою версією острів як важливий стратегічний та економічний центр став місцем боротьби Аххіяви, хеттів та Вілуси.
З кінця XIII ст. до н.е. ахейці починають здійснювати напади на острів. Десь у 1190-х роках до н.е. відбуваються походи з метою захоплення Лесбосу. За легендою їх очолив Пенфіл, син Ореста, царя Аргосу. Тому надалі царський рід на острові став зватися Пенфілідами. До 870 р. до н. е. острів входив в царство Міноса II, царя Критського. В цей час відбувається асиміляція ахейцями місцевої культури. Близько 620 року до н.е. царську владу Пенфілідів було повалено. Деякий час тут володарювали тирани Меланхр і Мірсил. За цим відбувалася боротьба аристократичних родів, поки владу не встановив Піттак. 550 року до н.е. Лесбос опинився у складі перської держави Ахеменідів. 
В 336 до н. е. Лесбос входив до царства Александра Македонського. В 50 р. до н. е. Гай Юлій Цезар захопив Грецію і на острів почали звозити ворогів Цезаря.
Лесбос — один із центрів старогрецької культури.
За часів давньогрецької Афінської держави, з виноградників острова виготовлялося найкраще вино, атрибут симпосіїв заможних афінян.

### Середньовіччя. Новий і новітній час
- 1204: Четвертий хрестовий похід; Лесбос увійшов до складу Латинської імперії.
- 1224: грецька Нікейська імперія завоювала Лесбос.
- 1261: відновлення Візантійської імперії, до складу якої переходить Лесбос.
- 1354: візантійський імператор Іван V Палеолог надає Лесбос у володіння своєму воєначальнику генуезцю Франческо I Гаттилузіо. Родина Гаттилузіо керувала островом понад століття.
- 1462: Османське завоювання Лесбоса. Острів став частиною османського еялету Архіпелаг, до якого входили основні грецькі землі Османської імперії.
  - 1846 року адміністративний центр еяляту розташовувався на Лесбосі, у місті Мітилена.
  - 1867 року Лесбос став частиною реформованого вілаєту Архіпелаг.
- 1912: Перша балканська війна. Лесбос увійшов до складу Грецького королівства.

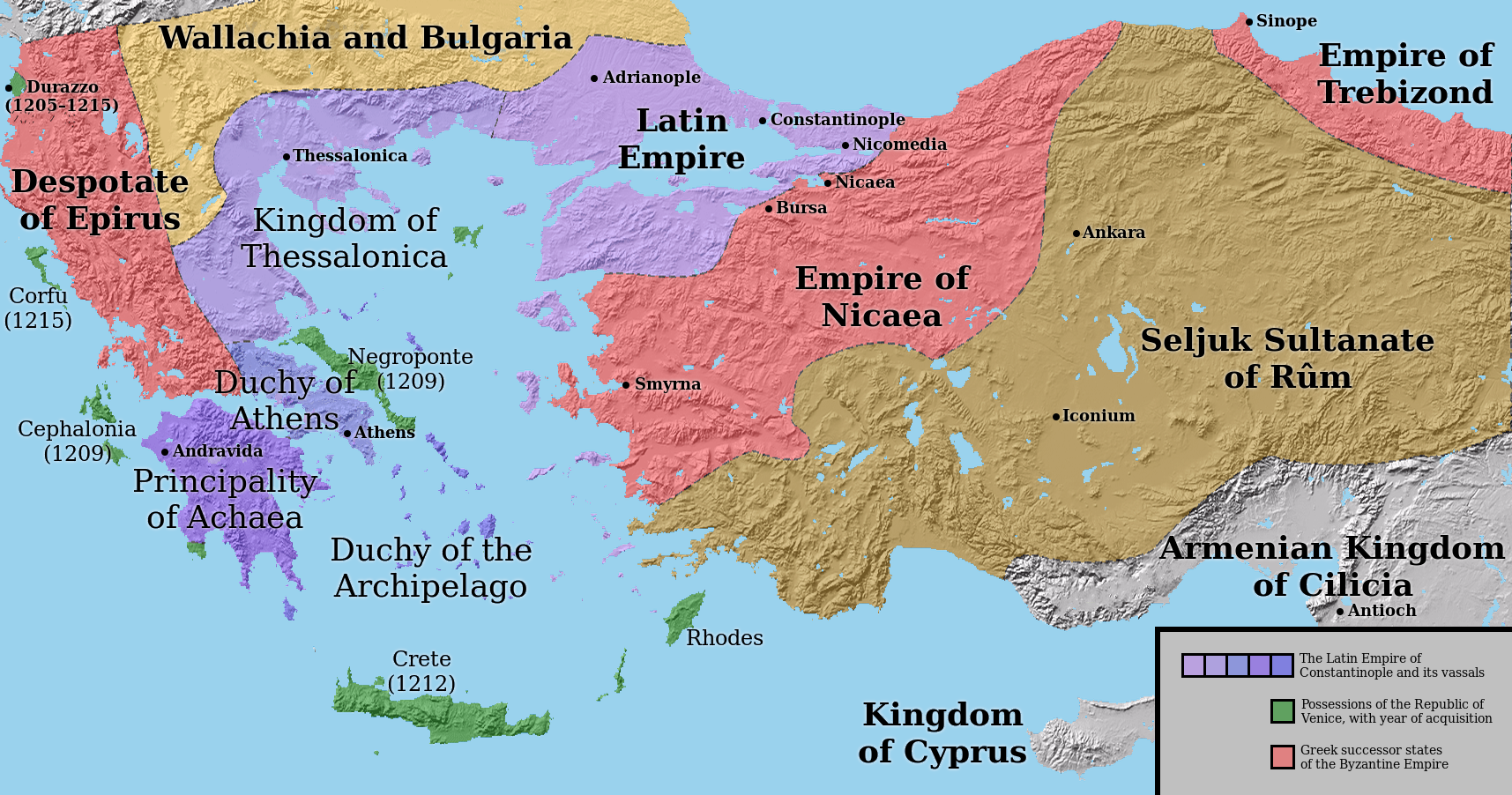
Латинська імперія
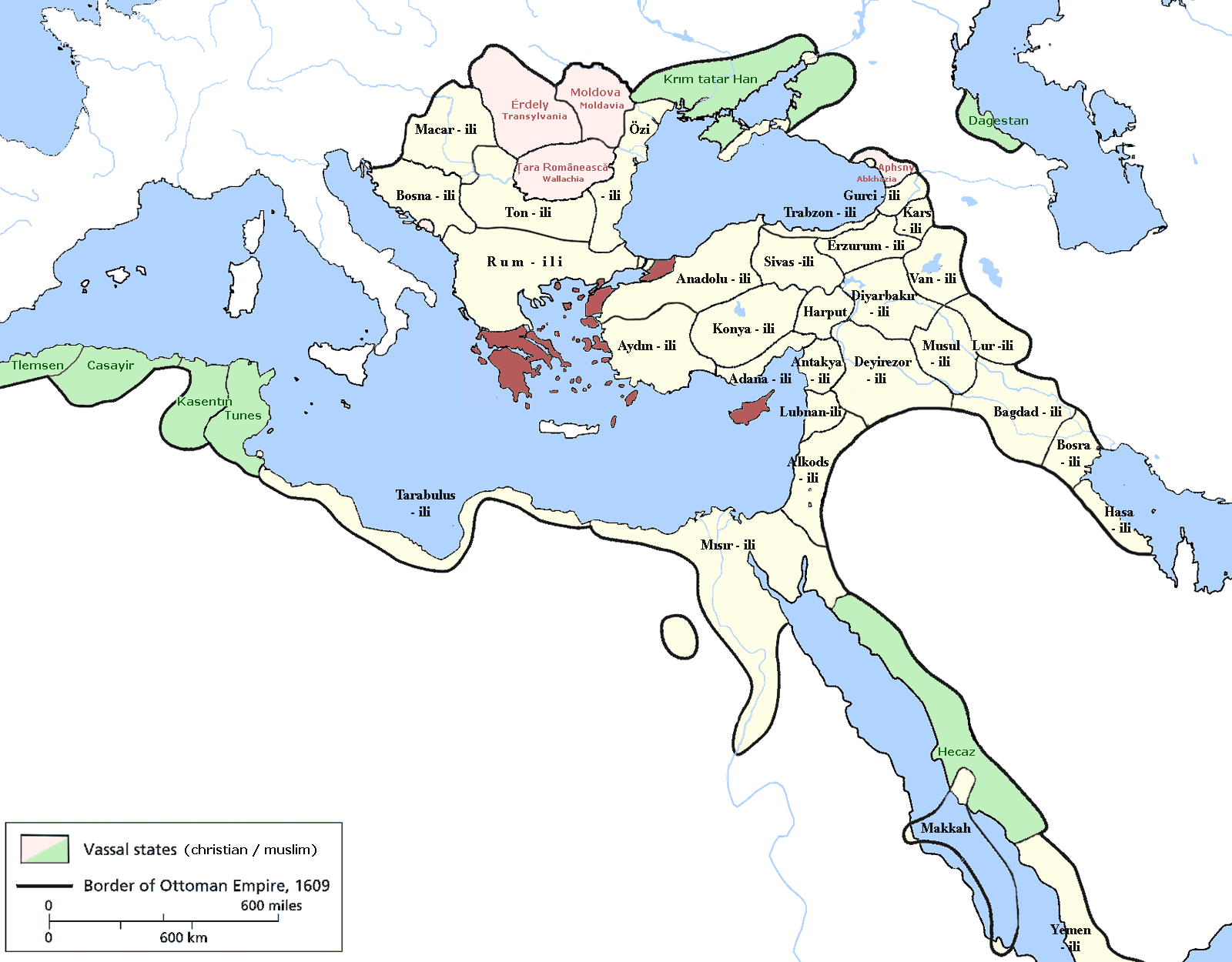
Еялет Архіпелаг (1609)
Вілаєт Архіпелаг (1900)

## Персоналії
- Алкей — давньогрецький поет.

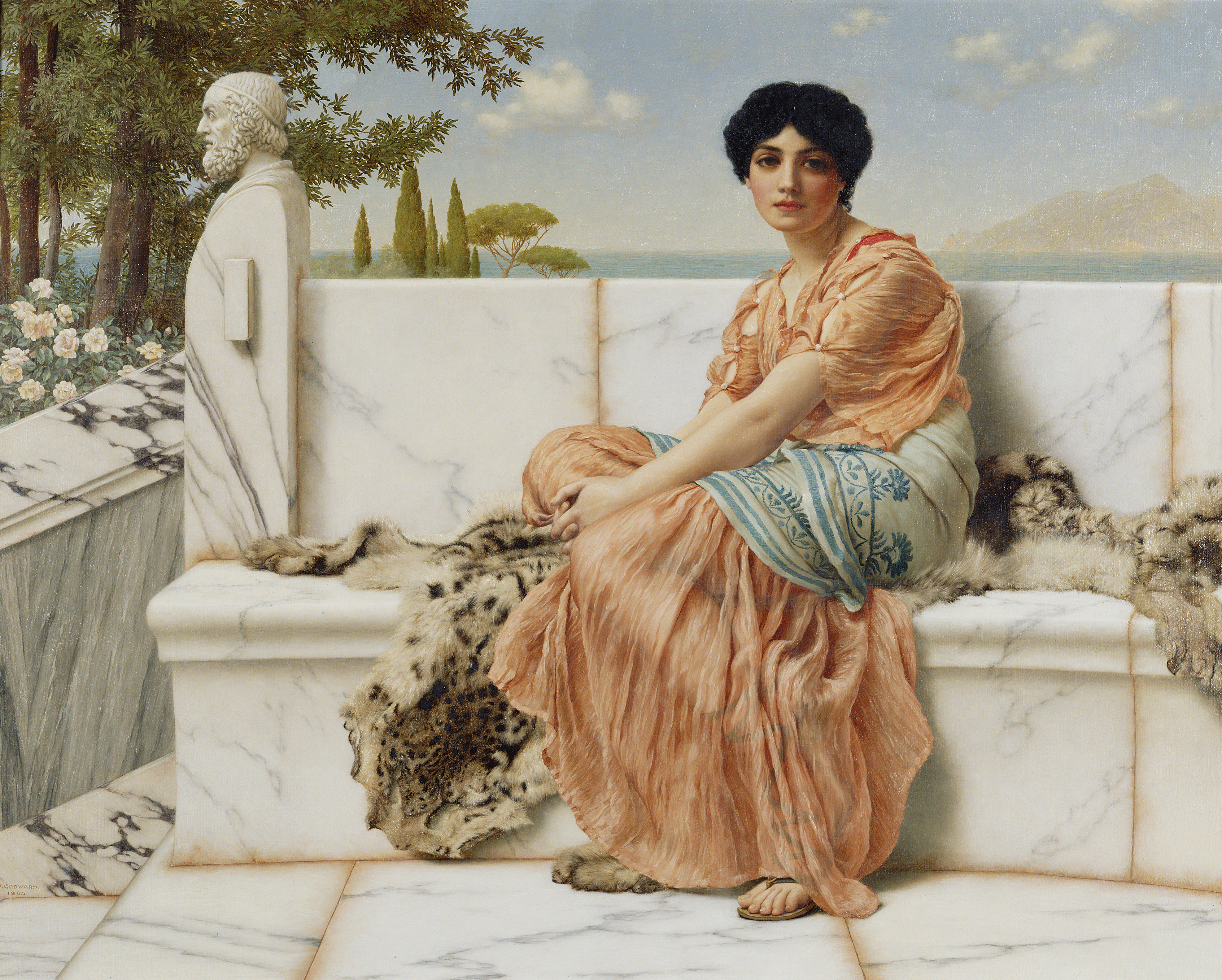
Сапфо (1904, Годвард).

- Лонг — давньогрецький письменник, автор «Дафніса і Хлої».
- Сапфо — давньогрецька поетеса, лесбійка.

## У попкультурі

### Відеоігри
- Assassin's Creed Odyssey (2018) — у грі представлена 3-D модель острова часів Пелепоннеської війни.